# SN 2001av
SN 2001av – supernowa odkryta 23 marca 2001 roku w galaktyce A154302-0202. W momencie odkrycia miała maksymalną jasność 20,20m.